# Amphinomida
Amphinomida zijn een orde van borstelwormen (Polychaeta).

## Families
De volgende families zijn bij de orde ingedeeld:
- Amphinomidae Lamarck, 1818
- Euphrosinidae Williams, 1852

### Synoniemen
- Archinomidae Kudenov, 1991 => Archinominae Kudenov, 1991